# 상주 황데레사의 사적계시

상주 황 데레사의 사적 계시는 일부 교회 성직자들, 특정 수도회와 깊이 연관되면서 지속적으로 논란이 되어왔다. 황 데레사는 평신도로서 자신의 사적 계시를 근거로 독립적인 종교공동체 구축을 시도하면서 제도권과의 지속적인 갈등을 빚어내었다.

## 상주 황 데레사의 신비체험 이전의 삶
1926년 가난한 가정에서 태어난 황옥희 소화데레사는 어릴적 정상적인 교육을 받지 못하였고 가정 형편으로 인해 11살이나 많은 남자와 결혼하였으나 폭력적인 남편으로 인해 순탄치 않은 나날을 보냈다고 한다.

## 상주 황 데레사의 신비체험 이후의 삶
1946년 9월 그녀는 상주성당에서 세례를 받았다. 세례 후 3일 만에 탈혼 중 천주 성삼과 성모님, 사후세계에 대한 환시를 보았다. 1948년 11월에는 성모님에게서 평화를 위한 ‘묵주기도 간주경’을 받았으며, 동월에 14처 고통이 시작되어 탈혼 상태로 움직이지 못한 채 예수님의 고통을 체험했다고 한다. 그녀는 자신의 고통을 인류, 한민족, 한국교회, 사제집단 등의 구원을 위한 희생 혹은 대속으로 이해하였다. 황 데레사는 정행만 프란치스코 하비에르 신부를 찾아가 자신의 계시와 체험을 말해주었고 그는 그녀의 지도 신부가 된다. 이 후 황 데레사는 정성삼은혜로 수도원을 세울 것, 성직자들의 성화를 위하여 보속하는 기구의 수도회를 설립하라는 계시를 받았다며 정신부와 함께 수도회 설립에 열중하게 된다.

## 미리내천주성삼수도회
김남수 신부는 주교로 서품이 되어 수원교구장 되었고 정행만신부와 황데레사를 지원하여 미리내천주성삼수도회의 설립을 도왔다. 미리내천주성삼수도회는 황 데레사의 계시로부터 큰 영향을 받았다. 일부 미리내 수도자들은 교회의 정통 신앙을 가르치기보다 황 데레사의 사적계시를 중요시하는 행태를 보였고 이에 2008년 수원교구 최덕기 주교는 「황 데레사의 사적계시와 관련한 수원교구 교구장의 교령」을 통해 미리내의 세 수도회 일부 수도자들의 불순명을 꼬집으면서 이 교령을 반포하였으나 교구와 세 수도회 사이에 간극은 좁혀지지 않자 교황청인류복음화성에서 예수회 소속 박문수 신부를 중재위원으로 두면서 13년 수원교구와 세 수도회 사이에 공동성명을 내면서 2013년에 와서야 문제가 종결되었다.

## 상주 황 데레사에 대한 한국천주교회의 입장
1957년 당시 대구대교구장 서정길 주교에 의해 공적계시에 어긋나는 사적계시가 있을 수 없다는 원칙에 따라 황 데레사에 대한 조사를 시행, 그녀의 주장이 거짓이라 밝혔다. 안동교구가 대구대교구에서 분리되자 전 안동교구장 두봉 주교도 정행만 지도신부와 데레사와 추종자들이 상주에서의 활동을 금했다. 1997년 주교회의 신앙교리위원회는 1997년 1월 9일 주교회의에 제출한 건의서에서 황 데레사의 책을 신앙과 교리를 해치는 서적으로 분류하였다. 2006년 주교회의 신앙교리위원회 『올바른 성모신심』 문헌은 황 데레사의 내용이 특별한 사적 계시가 아니라 단순한 삶의 맥락에서 나온 지식과 상상의 결과라고 밝혔다.